# Steinreinach

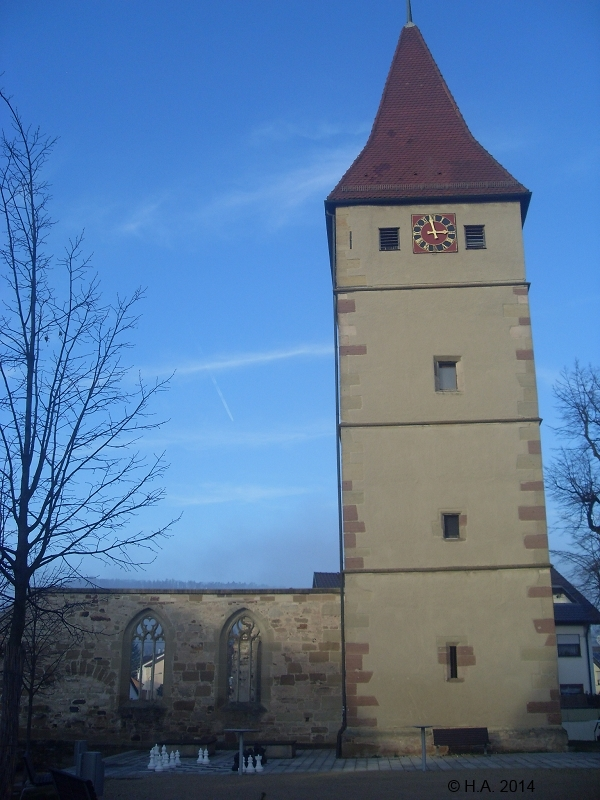
Kirchturm in Steinreinach mit Resten der Ruine St. Wolfgang

Der Wohnplatz Steinreinach ist eine frühere Teilgemeinde von Korb in Baden-Württemberg, die 1936 im Hauptort aufgegangen ist.

## Geographie

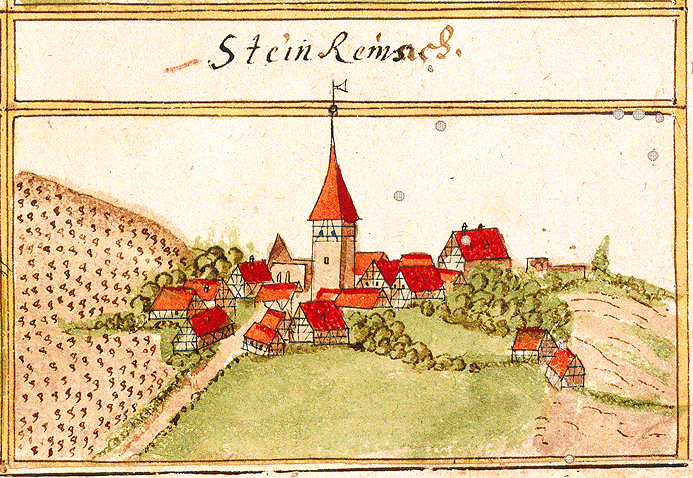
Ortsansicht von Steinreinach mit der Ruine St. Wolfgang in Andreas Kiesers Forstkarte (1686).

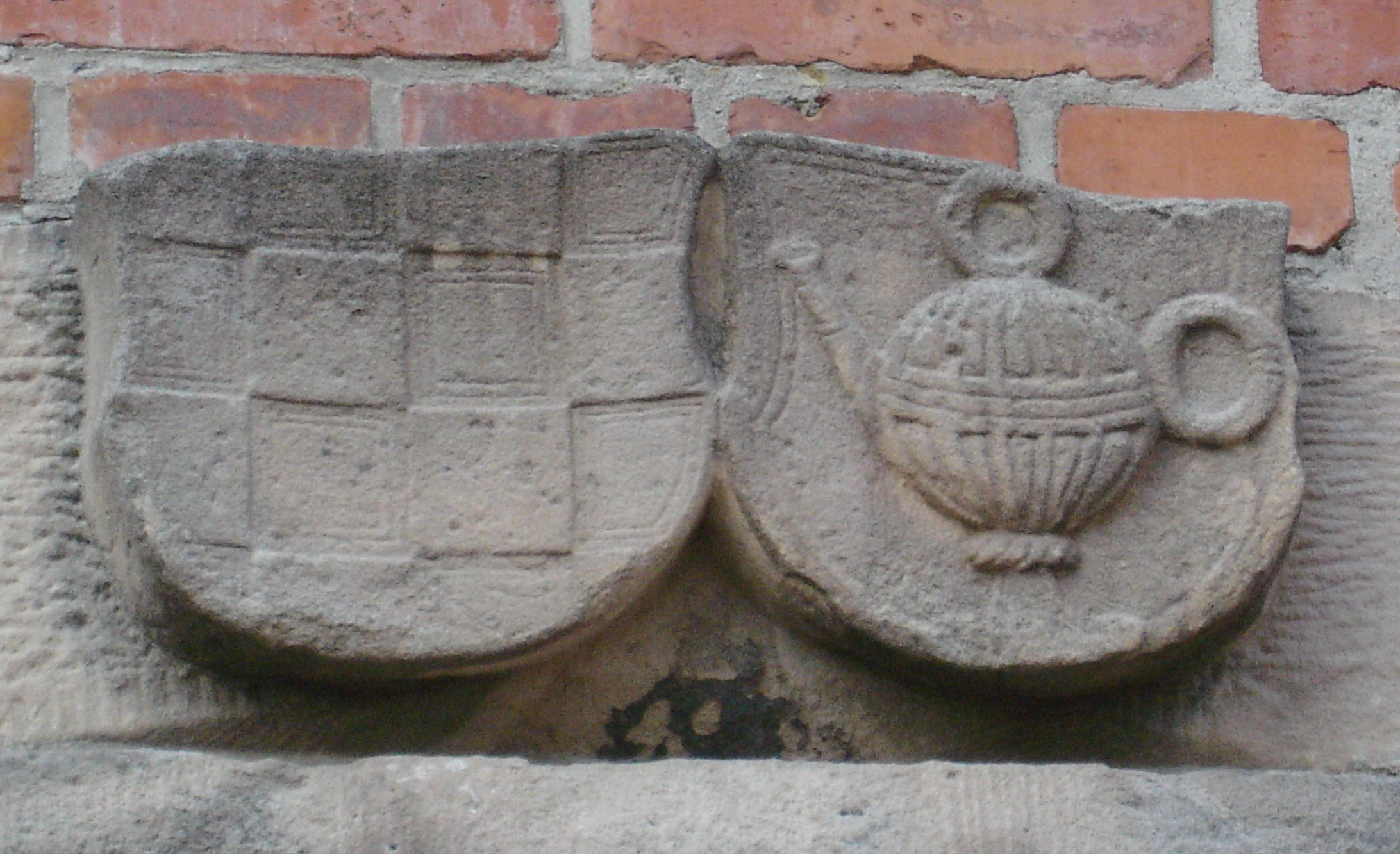
Wappen der Herren von Sperberseck und der Schilling von Cannstatt am ehemaligen Schlössle in Steinreinach

Steinreinach befindet sich nordöstlich von Waiblingen an der Buocher Höhe am Rand des Remstals. Der Ort liegt erhöht an der Straße zwischen Korb und Kleinheppach. Die Umgebung des Ortes wird durch die Landwirtschaft geprägt. Neben Streuobstwiesen und Obstanbau beherrscht der Weinbau die Landschaft.

## Geschichte
Für eine Kapelle St. Wolfgang stiftete die Gemeinde Korb im Jahr 1482 eine Kaplanei und eine ewige Messe, die in der Reformationszeit aufgehoben und deren Einkünfte mit der Pfarrei Korb vereinigt wurden. Das Gebäude wurde seit dem Dreißigjährigen Krieg immer baufälliger, so dass mittlerweile nur noch der Turm übrig ist. Im dazugehörigen kleinen Ort kaufte das Spital in Esslingen am Neckar am 18. Februar 1270 einige Einkünfte vom Kloster Mariental in Steinheim an der Murr. Um 1550 wurde eines der Bauerngüter zu einem Adelsgut umgewandelt. Besitzer waren zunächst Veit Jäger aus Backnang und dann Christian von Kutzleben, ein am Stuttgarter Hof angestellter Adliger, der aus einem thüringischen Geschlecht stammte. Ab 1578 kam das Schlössle von Steinreinach in die Hand der Herren Sperberseck, die ihn vermutlich nach dem Dreißigjährigen Krieg wieder an einen Nichtadligen verkauften. Die adligen Besitzer des Schlössles besaßen aber nie Herrschaftsrechte in Steinreinach, stattdessen stand der Ort immer unter württembergischer Obrigkeit. Das Schlössle ist 1905 abgebrannt und wurde ein Jahr später unter Verwendung einiger weniger erhaltener Bauteile wiederaufgebaut. Weiterhin ist der ehemalige Keller des Gebäudes erhalten geblieben.